# دوکوهک (کهگیلویه)
دوکوهک (کهگیلویه)، روستایی از توابع بخش چرام شهرستان کهگیلویه در استان کهگیلویه و بویراحمد ایران است.

## جمعیت
این روستا در دهستان چرام قرار دارد و براساس سرشماری مرکز آمار ایران در سال ۱۳۸۵، جمعیت آن ۲۹۸ نفر (۴۷خانوار) بوده‌است.
جمعیت این روستا در سال ۱۴۰۰، ۴۶۰ نفر (۶۸خانوار) بوده است.